# Фінал кубка Італії з футболу 1961
Фінал Кубка Італії з футболу 1961 — фінальний матч розіграшу Кубка Італії сезону 1960—1961, в якому зустрічались «Фіорентіна» та «Лаціо». Матч відбувся 11 червня 1961 року на стадіоні «Комунале» в Флоренції.

## Шлях до фіналу
| Фіорентіна | Фіорентіна    | Раунд                            | Лаціо          | Лаціо              |
| ---------- | ------------- | -------------------------------- | -------------- | ------------------ |
| Суперник   | Результат     | Кубок Італії з футболу 1960—1961 | Суперник       | Результат          |
| -          | -             | Перший раунд                     | -              | -                  |
| -          | -             | Другий раунд                     | -              | -                  |
| Мессіна    | 2–0 на виїзді | 1/8 фіналу                       | Комо           | 4-0 вдома          |
| Рома       | 2–0 на виїзді | 1/4 фіналу                       | Інтернаціонале | 1–0 на виїзді      |
| Ювентус    | 3–1 вдома     | 1/2 фіналу                       | Торіно         | 1–1 пен. 5-4 вдома |

## Фінал
| 11 червня 1961 |

| Фіорентіна          | 2:0 | Лаціо |
| ------------------- | --- | ----- |
| Петріс 4' Мілан 80' |     |       |

| «Комунале», Флоренція Арбітр: Джино Рігато |

|                                     |  |                     |  |
|                                     |  |                     |  |
| В                                   |  | Енріко Альбертозі   |  |
| З                                   |  | Енцо Роботті        |  |
| З                                   |  | Серджіо Кастеллетті |  |
| З                                   |  | Альберто Орцан      |  |
| З                                   |  | Ріно Маркезі        |  |
| ПЗ                                  |  | П'єро Гонф'янтіні   |  |
| ПЗ                                  |  | Данте Мікелі        |  |
| ПЗ                                  |  | Луїджі Мілан        |  |
| Н                                   |  | Курт Хамрін         |  |
| Н                                   |  | Діно да Коста       |  |
| Н                                   |  | Джанфранко Петріс   |  |
| Тренери:                            |  |                     |  |
| Нандор Хідегкуті Джузеппе К'яппелла |  |                     |  |

|                |  |                  |  |
|                |  |                  |  |
| В              |  | Іділіо Чеї       |  |
| З              |  | Джованні Моліно  |  |
| З              |  | Адельмо Еуфемі   |  |
| З              |  | Паоло Карозі     |  |
| З              |  | Франческо Янич   |  |
| З              |  | Франко Каррадорі |  |
| ПЗ             |  | Амос Маріані     |  |
| ПЗ             |  | Бруно Франціні   |  |
| ПЗ             |  | Мауріліо Пріні   |  |
| Н              |  | Орландо Роццоні  |  |
| Н              |  | Клементе Маттеї  |  |
| Тренер:        |  |                  |  |
| Енріке Фламіні |  |                  |  |